# Conopomorpha cyanospila
Conopomorpha cyanospila là một loài bướm đêm thuộc họ Gracillariidae. Nó được tìm thấy ở New Zealand.
Ấu trùng ăn Alectryon excelsus. They feed on the fruit of their host plant. They enter the young fruit through circular holes drilled in the capsule và seed walls. They then tunnel into the contents và kill the seeds.